# Che fare? (Lenin)
Che fare? (in russo Что делать??, Čto delat'),  sottotitolo Problemi scottanti del nostro movimento (in russo Наболевшие вопросы нашего движения?, Nabolevšie voprosy našego dviženija), è una delle più importanti opere politiche di Lenin.
Nel titolo richiama il celebre romanzo Che fare? di Nikolaj Gavrilovič Černyševskij.
Fu scritto fra l'autunno del 1901 ed il febbraio 1902, e pubblicato per la prima volta a Stoccarda nel marzo dello stesso anno. Lenin vi delinea in modo sistematico la sua teoria dell'organizzazione e la strategia del partito rivoluzionario del proletariato.
Lenin propone la formazione di un partito rivoluzionario composto dall'avanguardia della classe operaia, in cui partecipano rivoluzionari di professione. Lenin riteneva che la classe operaia, spontaneamente, sarebbe arrivata solo ad una coscienza sindacale, e che solo un partito rivoluzionario avrebbe potuto dirigere una rivoluzione socialista "scientifica": secondo Lenin la coscienza di classe può essere portata solo "dall'esterno".

## Descrizione

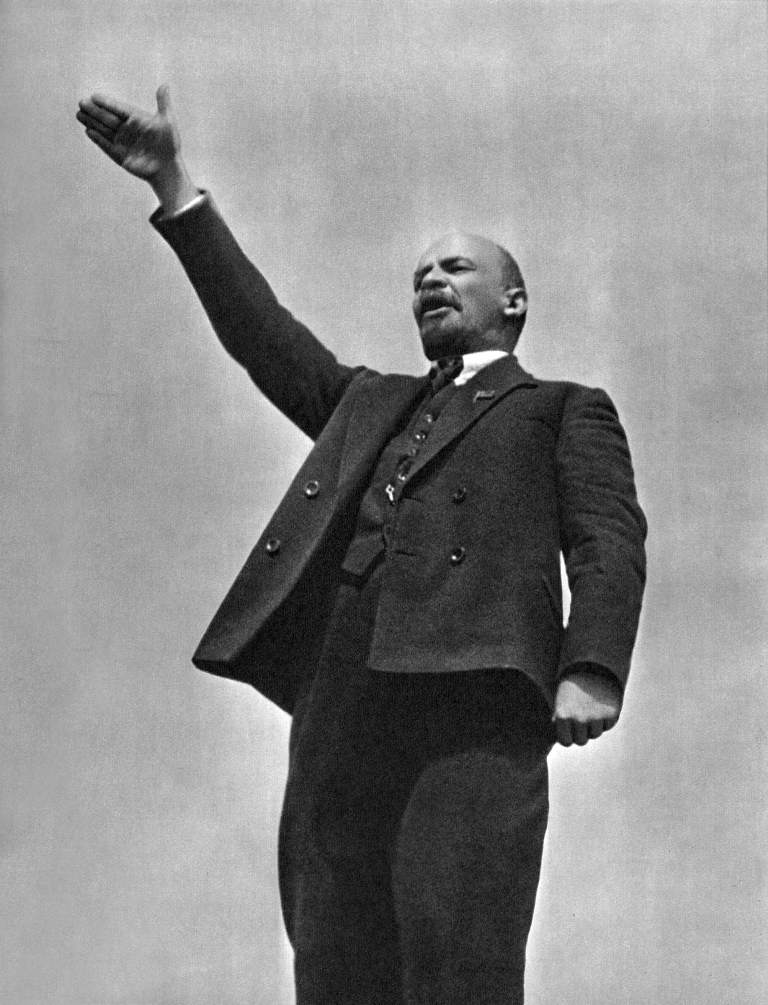
Lenin durante un discorso sulla piazza Rossa nel 1919.

Dapprima Lenin tratta l'argomento della cosiddetta tendenza "economista" all'interno della socialdemocrazia russa, che seguiva le teorie "revisioniste" di Eduard Bernstein. Egli spiega che le teorie di Bernstein sono puro "opportunismo politico", e contro la rivendicazione della "libertà di critica" da parte degli economisti, Lenin pone l'enunciato del pari diritto di critica da parte dei marxisti ortodossi. Parimenti vengono attaccate le posizioni dei cosiddetti "terroristi" anarchici, che vedono nelle tattiche violente un metodo per risvegliare le masse. Secondo Lenin, la strategia rivoluzionaria deve invece essere un lungo e paziente lavoro di organizzazione.
Egli sottolinea che nella lotta contro la borghesia, i rivoluzionari socialdemocratici avrebbero bisogno di prestare particolare attenzione alle questioni teoriche, ricordando la massima di Friedrich Engels che affermava ci fossero tre forme di lotta socialdemocratica: politica, economica, e teorica. Secondo Lenin, gli "economisti" e i "terroristi" hanno in comune di puntare tutto sulla spontaneità delle masse, e questo li rende opportunisti perché rinunciano alla diffusione di massa di una coscienza di classe politica. Di conseguenza, Lenin critica il lavoro "artigianale" dei rivoluzionari del tempo, e auspica la dispersione dei circoli operai, poco efficaci per resistere alla repressione zarista, e per ottenere effetti politici sostenibili e coerenti. La stampa rivoluzionaria, per esempio, non è in grado di essere trasmessa regolarmente per un lungo periodo. I principi organizzativi di Lenin sono quindi la creazione di un partito rivoluzionario centralizzato, costituito da "rivoluzionari di professione" a capo di un'organizzazione collettiva.
Lenin pone il caso che i lavoratori non diventino spontaneamente marxisti nel corso delle battaglie contro i padroni per i salari. Quindi i marxisti hanno bisogno di formare un partito politico per pubblicizzare le idee marxiste e convincere i lavoratori a diventare marxisti. Egli prosegue sostenendo che per capire la politica è necessario comprendere tutta la società, non solo i lavoratori e le loro lotte economiche con i datori di lavoro. Per acquistare coscienza politica di classe e diventare marxisti, i proletari hanno bisogno di conoscere tutta la società, non solo il proprio angolo della stessa:
(Lenin)
Scrivendo a proposito dell'ondata di scioperi in Russia alla fine del XIX secolo, Lenin afferma che "la storia di tutti i paesi mostra che la classe operaia, esclusivamente con le proprie forze, è in grado di sviluppare solo la coscienza sindacale"; vale a dire, si unisce in sindacati, ecc... , ma la teoria socialista, tuttavia, in Russia, come altrove in Europa, era il prodotto dei "rappresentanti colti delle classi possidenti", gli intellettuali o "intellettuali socialrivoluzionari". Lenin afferma che Marx ed Engels stessi, fondatori del moderno socialismo scientifico, appartenevano a questa intellighenzia borghese.

## Critiche
Nel 1904, Lev Trockij criticò il pamphlet nel suo I nostri compiti politici definendolo una "caricatura alla Robespierre", e dichiarando che l'approccio di Lenin avrebbe inevitabilmente portato all'instaurazione di una dittatura sanguinaria sulla falsariga del periodo del Terrore durante la rivoluzione francese.

## Edizioni italiane
- Lenin, Che fare?, Mosca Edizioni, 1946.
- Lenin, Che fare?, Edizioni in Lingue Estere, 1948,  p. 185.
- Lenin, Che fare?, Editori Riuniti, 1970.
- Vladimir I. Lenin, Che fare?, a cura di Vittorio Strada, 2ª ed., Einaudi Editore, 1971,  p. 510, ISBN non esistente.
- Lenin, Che fare?, Newton Compton Editori, 1976,  p. 165.
- Lenin, Che fare?, collana Il pensiero critico, Città del Sole edizioni, 2002,  p. 240, ISBN 88-8292-223-5.
- Lenin, Che fare?, collana Biblioteca Giovani, Lotta Comunista, 2004,  p. 324, ISBN 88-86176-50-3.
- Lenin, Che fare?, collana Bi Classici, CreateSpace Independent Publishing Platform, 2016,  p. 138, ISBN 978-1523806614.
- Lenin, Che fare?, collana Biblioteca Storica Documenti, il Giornale, 2016,  p. 250.